# Wings (magazine)
Pour les articles homonymes, voir Wings.
Wings (ウィングス, Uingusu) est un magazine de prépublication de mangas mensuel publié depuis 1982 par Shinshokan et s'adressant aux jeunes filles entre 16 et 20 ans,.